# Asparagopsis taxiformis
Espèce
Asparagopsis taxiformis est une espèce d’algues rouges de la famille des Bonnemaisoniaceae. L’espèce est cosmopolite des zones tropicales à tempérées chaudes et possède, comme de nombreuses Rhodophyceae, un cycle haplodiplophasique dont les deux phases sont morphologiquement différentes. La phase haploïde également appelée Falkenbergia hillebrandii (Bornet) Falkenberg 1901 avait tout d’abord été décrite comme une espèce à part du fait de sa grande différence morphologique. Asparagopsis taxiformis représente avec Asparagopsis armata les deux seules espèces du genre retenues à ce jour comme taxonomiquement différentesau sein du genre Asparagopsis.

## Description et cycle de vie
Asparagopsis taxiformis possède un cycle de vie dimorphique comprenant :
- une phase haploïde (gamétophyte) sexuée sous forme d’un thalle érigé plumeux de couleur rosée à marron. Le thalle peut mesurer entre 0,5 cm à une vingtaine de centimètres. Les différents plumeaux constituant un individu sont reliés par un stolon de quelques millimètres de diamètre. L’aspect général de l’algue est une touffe pouvant s’étendre sur une surface de plusieurs dizaines de cm².
- une phase diploïde (tetrasporophyte appelé également Falkenbergia) constitué d’un amas de filaments roses très fins formant des petits pompons duveteux.

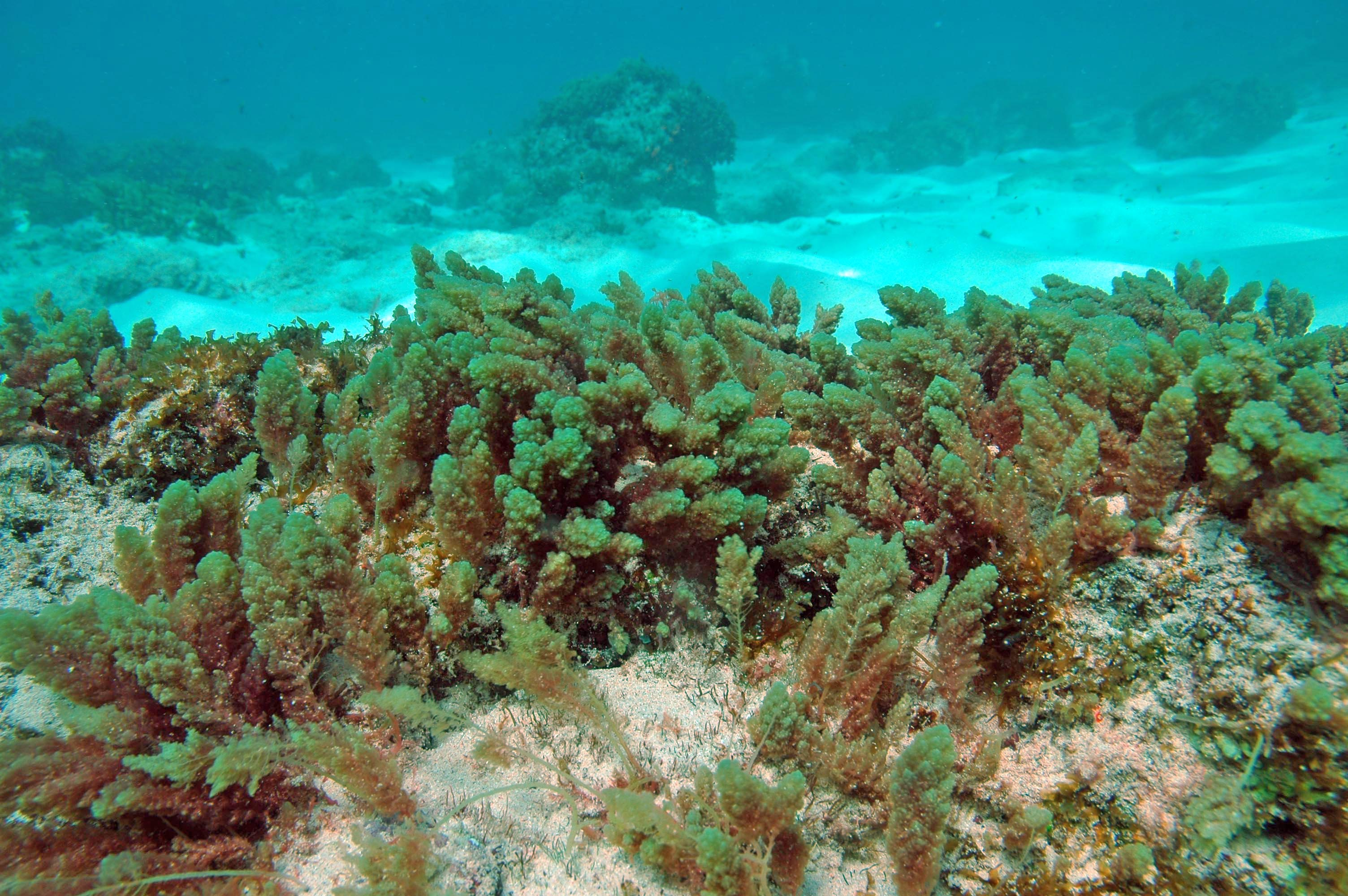
A Mayotte.
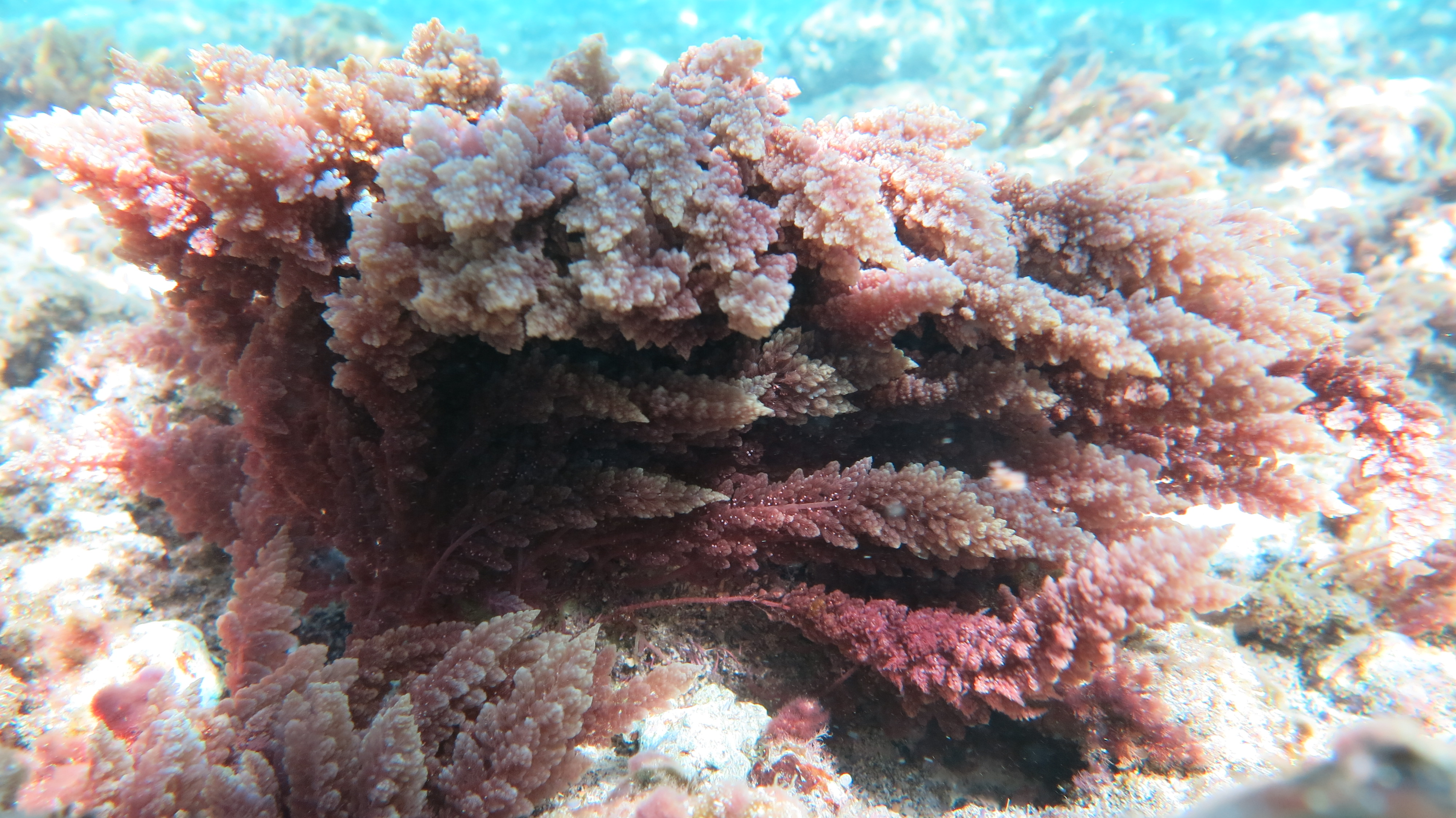
A La Réunion.

## Habitat et répartition
L’espèce a une répartition cosmopolite tropicale à tempérée chaude. Elle a été décrite pour la première fois en Méditerranée (Alexandrie, Égypte) mais son aire d’origine reste inconnue à ce jour. L’espèce est aujourd’hui largement distribuée au niveau mondial dans les eaux tropicales à tempérées chaudes,,,, et sa présence actuelle en Méditerranée pourrait être expliquée par des introductions d’autres régions ou d’un mélange entre des sources naturelles et des processus d’introduction. Cette espèce figure actuellement sur la « Liste noire des espèces envahissantes dans le milieu marin » de Méditerranée de l'UICN.
Le stade gamétophytique se développe sur les substrats durs alors que le stade sporophytique peut également être épiphyte. Elle est retrouvée entre 0 et 20 m de profondeur en Méditerranée, un peu plus en milieu tropical.

## Écologie et dynamique de population
L’espèce peut se reproduire de façon sexuée avec production de gamètes mâles et femelles lors de la phase gamétophytique, mais aussi de façon asexuée par fragmentation du stolon des gamétophytes ou de la phase tetrasporophyte[réf. nécessaire].
En milieu tropical, l’algue est observée toute l’année même si elle semble présenter des phases de croissance plus importante entre la saison fraîche et le début de l’été[réf. nécessaire]. 
L’algue est évitée par la plupart des herbivores car elle produit des métabolites secondaires toxiques. Elle est cependant consommée à Hawaii comme condiment (« limu kohu »).
Dans une étude publiée en 2016, des scientifiques australiens démontrent que l’algue permet de réduire les émissions de méthane produits par un élevage bovin. D'après cette étude, intégrer 2 à 5 % d'algue Asparagopsis taxiformis dans la nourriture contribue à éradiquer plus de 90 % des émissions de méthane, et ce sans affecter négativement la digestion des bovins.